# Липковская, Наталья Викторовна
Ната́лья Ви́кторовна Липко́вская (26 апреля 1979 года, Сосновоборск, СССР) — российская спортсменка, пятикратная чемпионка мира в командном первенстве и упражнениях по отдельным видам (1995, 1997 гг.), неоднократный победитель чемпионатов мира, Европы, первенств России по художественной гимнастике.

## Спортивная карьера
Наталия с детства тренировалась у Ирины Кривцовой, затем у Ольги Булерт. В конце 80-х девушку заметила заслуженный тренер России Ольга Кукушкина. С начала 90-х годов года Наталья тренировалась у заслуженного тренера СССР и России Ольги Буяновой, а с 1996 года у заслуженного тренера России Ирины Винер.
Наталия в Сборной команде Российской Федерации по художественной гимнастике с 1993 года. За период своей карьеры Наталия завоевала множество титулов, наград и призов на различных чемпионатах и первенствах по художественной гимнастике. Среди наиболее выдающихся достижений Наталии можно выделить чемпионат мира в Берлине 1997 года, когда Наталия завоевала сразу 5 медалей, две из которых серебряные, в том числе одна завоевана в многоборье, а другая за упражнение с лентой, две бронзовых-за упражнения со скакалкой и булавами и одна золотая-за упражнение с обручем, в котором она обошла ближайшую соперницу-Елену Витриченко, получив 10 баллов за исполнение и технические элементы. Впервые на международном старте Наталья проявила себя в 1995 году на чемпионате мира в Вене 1995 года, тогда юная гимнастка заняла 6 позиции в упражнениях со скакалкой и булавами.
Наталия неоднократный призёр и победитель чемпионатов Европы и первенств России, а также финалов отдельных кубков проводимых первенств по художественной гимнастике.
Спортивную карьеру Наталия завершила в 1999 году.
Является первым Президентом Всероссийской федерации эстетической гимнастики (2004-2008г.г.).
Сейчас работает в спортивном центре «Новогорск».

## Личная жизнь
В 2003 году Наталия окончила Московский открытый социальный университет, факультет Коррекционной педагогики и специальной психологии. Наталья воспитывает сына Ивана и дочь Софию.